# Jean-Baptiste Jeanin
 (octobre 2019).
Si vous disposez d'ouvrages ou d'articles de référence ou si vous connaissez des sites web de qualité traitant du thème abordé ici, merci de compléter l'article en donnant les références utiles à sa vérifiabilité et en les liant à la section « Notes et références ».
Jean-Baptiste, baron Jeanin, né le 22 janvier 1769 à Lanéria (Jura), mort le 2 mai 1830 à Saulieu (Côte-d'Or), est un général français du Premier Empire.
Il est le gendre du peintre Jacques-Louis David.

## Biographie

### Sous la Révolution française
Lieutenant en août 1792 dans le 10e bataillon de volontaires du Jura (par amalgame des ans II et IV, 170e et 69e demi-brigades d'infanterie de ligne), il fit les campagnes de 1792 à l'an III à l'armée du Rhin, et se distingua notamment, le 22 vendémiaire an II, à la reprise des lignes de Wissembourg où, se détachant spontanément, il prit en flanc un régiment ennemi, le foudroya par un feu de mitraille, le mit en pleine déroute, et obtint le commandement provisoire de la compagnie de canonniers du bataillon.
Le 7 frimaire suivant, au combat de Brumpt, il arrêta, avec sa compagnie de canonniers, une colonne ennemie forte de 10 à 11 000 hommes, et défendit le passage du pont avec la plus grande opiniâtreté.
Nommé capitaine de canonniers dans la 170e demi-brigade de ligne de première formation le 10 brumaire an III, et employé dans l'armée expéditionnaire d'Égypte, il combattit à la bataille de Chebreiss et à celle des Pyramides la même année, et passa capitaine titulaire à la 69e demi-brigade le 1er pluviôse an VII.
À cette époque, faisant partie de l'expédition dirigée contre la Syrie, il attaqua dans la nuit du 17 floréal avec deux compagnies de sa demi-brigade, un des retranchements de la place de Saint-Jean-d'Acre, l'enleva à la baïonnette, égorgeant la plus grande partie des Turcs : peu d'instants après, Jeanin fut atteint à la région maxillaire gauche, d'un biscaïen parti d'une des chaloupes canonnières anglaises dont le feu enfilait le retranchement.
Il assista à la bataille d'Aboukir le 7 thermidor de la même année, combattit à Héliopolis avec le général Kléber, passa au commandement de la compagnie des grenadiers de la 69e demi-brigade le 1er germinal an IX et revint en France par suite de la capitulation d'Alexandrie.
Le 10 ventôse an X, admis comme capitaine dans les chasseurs à pied de la garde des consuls depuis Garde impériale, il fut nommé chef de bataillon le 10 pluviôse an XII et reçut au camp de Boulogne le 25 prairial suivant la croix d'officier de la Légion d'honneur.

### Au service de Napoléon

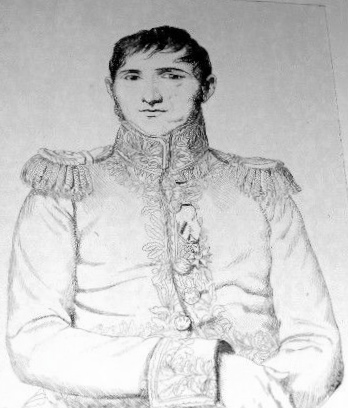
Le général Jeanin sur une gravure du portrait réalisé par David.

Il passa dans la ligne avec le grade de colonel du 12e régiment d'infanterie légère le 21 août 1805. Il fit partie de la Grande Armée pendant les deux campagnes de 1805 en Autriche et celles de 1806 et 1807 en Prusse et en Pologne. Il fut blessé d'un coup de mitraille à la bataille d'Heilsberg, le 10 juin 1807.
En Espagne en 1808, il se distingua par une grande bravoure et fut nommé par l'Empereur commandeur de la Légion d'honneur le 16 novembre, puis général de brigade à la revue de Burgos le 19 du même mois ; mais cette dernière nomination n'ayant pas été expédiée, Jeanin continua de commander le 12e régiment en Espagne jusqu'au mois de mai 1809, époque à laquelle il revint en France pour cause de santé, réclamant son grade qu'il obtint sur un rapport à l'Empereur.
Retourné en Espagne pendant les années 1809, 1810 et 1811, le général Jeanin se distingua dans différentes rencontres avec les guérillas et fut nommé baron de l'Empire le 15 août 1811.
Rentré en France en disponibilité le 24 décembre 1811, il fut appelé au commandement de la 14e brigade de la garde nationale le 11 novembre 1812 et envoyé dans les provinces illyriennes le 3 mai 1813. Au mois de juillet suivant, il commanda une brigade de la division Marcognet à l'armée d'Italie.

### Dernières campagnes
Resté à la division Marcognet pendant les campagnes de 1814, le général Jeanin donna de nouvelles preuves de courage et servit sous les ordres du vice-roi jusqu'au mois d'avril de la même année. Nommé chevalier de Saint-Louis par ordonnance du 13 août suivant, et mis en non-activité le 1er septembre, le roi le nomma lieutenant-général le 20 janvier 1815.
Employé au 6e corps d'observation le 23 avril, il fit la campagne des Cent-Jours à l'armée du Nord dans le 6e corps à la tête de la 20e division d'infanterie. Il prit part à la bataille de Waterloo.

## Mariage et descendance
Il épouse Pauline David (1786-), fille de Jacques-Louis David, et postérité : Louis Charles, 2e baron Jeanin (1812-1902), préfet de la Côte-d'Or, qui laisse une nombreuse descendance, notamment dans les familles Bianchi, Fleury, Dugué, de Hauteclocque et Ustinov.

## Armoiries
| Figure | Blasonnement |
|        | Armes du baron Jean-Baptiste Jeanin et de l'Empire D'hermine, au lion couché d'or, soutenu d'une champagne d'azur, chargé de deux épées d'argent, passées en sautoir ; au cantons des barons militaires brochant. - Livrées : bleu, rouge, jaune, blanc, noir. |